# 206 г. пр.н.е.
206 (двеста и шеста) година преди новата ера (пр.н.е.) е година от доюлианския (Помпилийски) римски календар.

## Събития

### В Римската република
- Консули са Луций Ветурий Филон и Квинт Цецилий Метел.
- Рим си връща контрола над Лукания.[1]
- Плаценция и Кремона са заселени отново.[1]
- Ханибал остава в Брутиум като той и римляните отказват да дадат решителна битка.

### В Испания
- Картаген изпраща подкрепления на Хасдрубал Гискон, за да прогони Публий Корнелий Сципион от Испания.[2]
- В битката при Илипа Сципион разбива Хасдрубал, който успява да избяга и да отплава с кораб към Картаген.[2] Окончателно завладяване на всички картагенски владения на Иберийския полуостров.[2]
- Основана е римската колония Италика.[1]

### В Африка
- В двора на Сифакс се явяват Сципион и Хасдрубал, които търсят приятелството на царя на Западна Нумидия.[1]
- Хасдрубал дава дъщеря си Софонизба за жена на Сифакс и така го спечелва за картагенската кауза.[1]
- Масиниса преминава на римската страна и царството му е окупирано Сифакс.[1]

### В Гърция
- Филип V Македонски сключва мирен договор с етолийците.[1]

### В Азия
- Антиох III приключва кампанията си в Бактрия без да успее да победи цар Евтидем I, а сключва договор с него, признава владетелската му титла и предлага една от дъщерите си за съпруга на сина му Деметрий I. След това селевкидския цар прекосява Хиндукуш, сключва договор за приятелство с местен индийски владетел и тръгва по обратния път на запад.[3]

## Родени
- Полибий,[notes 1] древногръцки историк и военачалник (умрял ок. 124 г. пр.н.е.)

## Починали
Бележки:
1. ↑  Годината е приблизителна.